# هاري لينكس
هاري لينكس (بالإنجليزية: Harry Lennix)‏ (و. 1964  م) هو منتج أفلام، ومدرس، وممثل مسرحي، وممثل أفلام، وممثل تلفزي أمريكي، ولد في شيكاغو.

## التعليم
تعلم في جامعة نورث وسترن (إلينوي)، وتعلم في Quigley South ‏، وتعلم في كلية الاتصالات الجامعية الشمالية الغربية ‏
.

## وصلات خارجية
- هاري لينكس على موقع IMDb (الإنجليزية)
- هاري لينكس على موقع ألو سيني (الفرنسية)
- هاري لينكس على موقع ميوزك برينز (الإنجليزية)
- هاري لينكس على موقع أول موفي (الإنجليزية)
- هاري لينكس على موقع قاعدة بيانات برودواي على الإنترنت (الإنجليزية)
- هاري لينكس على موقع قاعدة بيانات الأفلام السويدية (السويدية)
- هاري لينكس على موقع إن إن دي بي (الإنجليزية)
- هاري لينكس على موقع قاعدة بيانات الفيلم (الإنجليزية)
- هاري لينكس على موقع كينوبويسك (الروسية)